# گستامپ
گستامپ (انگلیسی: Gestamp) شرکت خودروسازی اسپانیایی است، که در سال ۱۹۹۷ تأسیس شد.